# Соркручей
Соркручей — ручей в России, протекает по территории Онежского района Архангельской области. Длина ручья — 17 км, площадь водосборного бассейна — 75,1 км².
Ручей берёт начало из Соркозера на высоте 54,5 над уровнем моря.
Течёт преимущественно в северо-северо-западном направлении по заболоченной местности.
Ручей в общей сложности имеет 14 притоков суммарной длиной 30 км.
Втекает на высоте 20,2 м над уровнем моря в реку Шасту, впадающую в реку Ухту, которая, в свою очередь, впадает в реку Нименьгу, впадающую в Онежскую губу Белого моря (Поморский берег).
Населённые пункты на ручье отсутствуют.
Код объекта в государственном водном реестре — 03010000212202000007794.